# Asahi Shimbun
O Asahi Shimbun (em japonês: 朝日新聞, transl. Asahi Shinbun, AFI: [aꜜsaçi ɕimbɯɴ]) é um dos cinco maiores jornais nacionais do Japão. Os outros quatro são: o Yomiuri Shimbun, o Mainichi Shimbun, Nihon Keizai Shimbun e o Sankei Shimbun. A sua circulação que era de 7,84 milhões na edição matinal e 3,07 milhões na edição vespertina em junho de 2010. É o segundo maior jornal do mundo em termos de tiragem. Em primeiro lugar está a sua maior concorrência, o Yomiuri Shimbun.  
Devido à linha editorial e a produção de artigos, o jornal é considerado como o maior jornal japonês em termos de produção própria . Em termos de consumo diário de notícias, o Asahi se posiciona como o maior jornal japonês em que as pessoas recorrem a verificar informações e acompanhar notícias. Ao todo, 12% das pessoas que consomem notícias diariamente, o fazem por meio do Asahi Shimbun, 1% a mais que a sua maior concorrente, o Yomiuri Shimbun .   

O jornal possui sucursais e correspondentes em América do Sul (São Paulo), América do Norte (Washington D.C.), Médio Oriente (Dubai) África (Cairo) e Europa (Londres) 

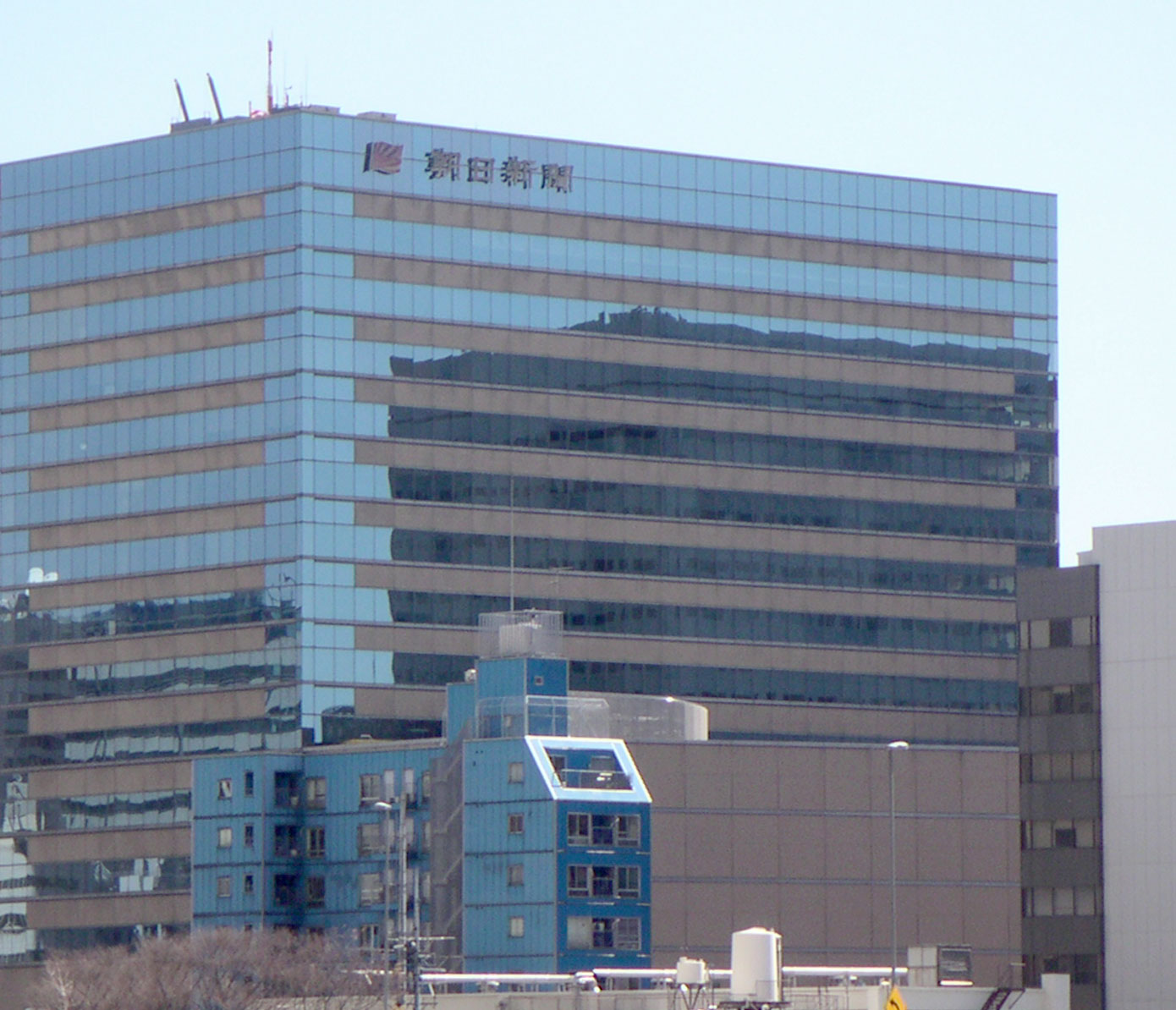
Sede do jornal Asahi em Tóquio. Prédio projetado por Tadao Ando.

Além das sucursais e os correspondentes, o Asahi têm alianças com o International Herald Tribune, que é afiliado ao New York Times. Juntos, eles publicam o International Herald Tribune/The Asahi Shimbun como sua edição em inglês, que substituiu o antigo Asahi Evening News. Asahi também faz parceria com o People's Daily, que é o jornal oficial do Partido Comunista Chinês.
Um dos maiores e mais antigos jornais diários japoneses, o Asahi Shimbun iniciou publicação em Osaka em 25 de janeiro de 1879. 

## Leitores e público alvo
Os leitores do jornal estão maiormente nas áreas metropolitanas de Tóquio, Osaka e Nagoia. A partir de 2013, não havia nenhuma região em que o Asahi tivesse a maior participação de mercado, ainda assim, ela é lida massivamente em todo o país.. O jornal possui colunas de opinião em que celebridades japonesas como Jiro Akakawa, Rika Kayama, Katsumoto Saotome, Seiichi Morimura e Ken Watanabe já publicaram artigos .

## Dono
O jornal é um dos braços da empresa The Asahi Shimbun Company, uma das maiores corporações midiáticas do Japão. O conglomerado possui, além do jornal, canais de televisão, revistas e canais de rádio .

## Online
O jornal é um dos mais populares na internet. O tráfego do site o coloca como o segundo jornal mais acessado do país, após o Nihon Keizai Shimbun  .